# Sondre Slettemark
Sondre Slettemark, né le 10 septembre 2004 à Nuuk, est un biathlète groenlandaise.

## Biographie
Il est le fils des biathlètes et fondeurs Øystein Slettemark et Uiloq Slettemark, qui sont aussi ses entraîneurs. Sa sœur ainée Ukaleq est aussi biathlète.
Le biathlète fait ses débuts internationaux dans la Coupe IBU junior en décembre 2020 et commence à composer une équipe mixte avec sa sœur. En 2021, il participe aux championnats juniors d'Obertilliach où il se classe entre la vingtième et trentième place dans les trois épreuves. En 2022, il échoue au pied du podium au Festival olympique d'hiver de la jeunesse européenne dans la course individuelle ; son meilleur classement aux championnats juniors 2022 à Soldier Hollow  est une vingtième place au sprint.
Il participe à l'IBU Cup à Idre Fjaell en novembre 2022 puis en mars 2023 aux mondiaux juniors (22e en poursuite).
Il intègre le circuit de la coupe du monde à partir de la saison 2023/2024 avec une participation à Östersund pour l'ouverture tout en suivant l'IBU Cup et l'IBU Cup Junior ; parmi ses meilleures places, il finit quatrième du championnat d'Europe 2024 sur l’épreuve de la mass start et douzième du championnats du monde juniors.
Au cours de la saison 2024/2025, il remporte deux victoires en IBU Cup junior à Jakuszyce, sur le sprint et le départ groupé 60 puis il devient vice-champion européen junior de la mass start 60 en janvier 2025. Il participe pour la première fois aux Championnats du monde de biathlon en février 2025 et forme avec sa sœur la première équipe de relais (en mixte simple) pour le Groenland. Il remporte finalement le petit globe de la mass-start de la Junior Cup 2024-2025.

## Palmarès

### Championnats du monde
| Édition / Épreuve | Individuel | Sprint | Poursuite | Mass start | Relais | Relais mixte | Relais mixte simple |
| ----------------- | ---------- | ------ | --------- | ---------- | ------ | ------------ | ------------------- |
| Lenzerheide 2025  | 69e        | —      | —         | —          | —      | —            | 23e                 |

Légende :
- — : non disputée par Slettemark